# Hololive SUPER EXPO 2024 & hololive 5th fes. Capture the Moment
「hololive SUPER EXPO 2024 & hololive 5th fes. Capture the Moment」は、2024年3月16日から3月17日にかけて日本・幕張メッセにて開催された、バーチャルYouTuber事務所・ホロライブプロダクションおよび、その運営元・カバー株式会社が主催するイベント「hololive SUPER EXPO 2024 Supported By BANDAI」および、ライブ「hololive 5th fes. Capture the Moment Supported By Bushiroad」の総称。公式ハッシュタグは、「#hololivefesEXPO24（_DAY1・_DAY2）」。

## 協賛
出典：
プラチナスポンサー
株式会社バンダイ、株式会社ブシロード
ゴールドスポンサー
株式会社グッドスマイルカンパニー、フリュー株式会社
シルバースポンサー
一卡通票證公司iPASS Corporation、株式会社エクシング、株式会社デザインココ
ブロンズスポンサー
iBUYPOWER、株式会社AbemaTV、株式会社ウエニ貿易、株式会社エンターグラム、カルチュア・エンタテインメント株式会社、東海旅客鉄道株式会社（JR東海）、明利酒類株式会社

## hololive SUPER EXPO 2024 Supported By BANDAI
「hololive SUPER EXPO 2024 Supported By BANDAI」（ホロライブ スーパー エキスポ 2024 サポーテッド バイ バンダイ）は、2024年3月16日および3月17日の10時から18時にかけて幕張メッセの国際展示場4-8ホールにて開催された、ホロライブプロダクションの3回目の全体イベント。

### エリア
本イベントでは、ホロライブの所属タレントが日常を送る、遠く離れた不思議な島「hololive Island」をテーマに、「タウンエリア」、「パークエリア」、「カフェエリア」、「エンタメエリア」、「マーケットエリア」の5つのエリアが展開された。また、ブースの数は43である。

### 楽曲「ホロライブ言えるかな？hololive SUPER EXPO 2024 ver.」
「ホロライブ言えるかな？hololive SUPER EXPO 2024 ver.」（ホロライブいえるかな ホロライブ スーパー エキスポ 2024 バージョン）は、hololive IDOL PROJECTの楽曲。カバー株式会社の自社レーベル「cover corp.」から、2024年3月15日に配信された。作詞・作曲・編曲は角巻吟遊詩人団が手がけており、歌唱は楽曲配信時点でのホロライブ・ホロライブインドネシア・ホロライブEnglish・hololive DEV_ISの所属タレント63名全員（ときのそら、ロボ子さん、さくらみこ、星街すいせい、AZKi、アキ・ローゼンタール、赤井はあと、白上フブキ、夏色まつり、湊あくあ、紫咲シオン、百鬼あやめ、癒月ちょこ、大空スバル、大神ミオ、猫又おかゆ、戌神ころね、兎田ぺこら、不知火フレア、白銀ノエル、宝鐘マリン、天音かなた、角巻わため、常闇トワ、姫森ルーナ、雪花ラミィ、桃鈴ねね、獅白ぼたん、尾丸ポルカ、ラプラス・ダークネス、鷹嶺ルイ、博衣こより、沙花叉クロヱ、風真いろは、アユンダ・リス、ムーナ・ホシノヴァ、アイラニ・イオフィフティーン、クレイジー・オリー、アーニャ・メルフィッサ、パヴォリア・レイネ、ベスティア・ゼータ、カエラ・コヴァルスキア、こぼ・かなえる、森カリオペ、小鳥遊キアラ、一伊那尓栖、がうる・ぐら、ワトソン・アメリア、IRyS、セレス・ファウナ、オーロ・クロニー、七詩ムメイ、ハコス・ベールズ、シオリ・ノヴェラ、古石ビジュー、ネリッサ・レイヴンクロフト、フワワ・アビスガード、モココ・アビスガード、火威青、音乃瀬奏、一条莉々華、儒烏風亭らでん、轟はじめ）が担当した。
| 全作詞・作曲・編曲: 角巻吟遊詩人団。 |                                                                       |                |                |      |
| #                                    | タイトル                                                              | 作詞           | 作曲・編曲     | 時間 |
| 1.                                   | 「ホロライブ言えるかな？hololive SUPER EXPO 2024 ver.」               | 角巻吟遊詩人団 | 角巻吟遊詩人団 | 3:56 |
| 2.                                   | 「ホロライブ言えるかな？hololive SUPER EXPO 2024 ver.」(Instrumental) | 角巻吟遊詩人団 | 角巻吟遊詩人団 | 3:56 |
| 合計時間:                            | 合計時間:                                                             | 7:52           |                |      |

### hololive SUPER EXPO 2024 後夜祭
「hololive SUPER EXPO 2024 後夜祭」（ホロライブ スーパー エキスポ 2024 こうやさい）は、2024年5月25日から5月26日の10時から20時および、同年5月27日から8月4日の10時から18時にかけて、日本の6つの会場にて開催された、「hololive SUPER EXPO 2024 Supported By BANDAI」の後夜祭となるポップアップストア。「hololive SUPER EXPO 2024 Supported By BANDAI」にて販売されたグッズや、本イベントのために描き下ろされたイラストが描かれたオリジナルグッズが販売されたほか、「hololive SUPER EXPO 2024 Supported By BANDAI」にて展示された展示物の再展示、達成することで非売品のポスターが貰えるデジタルスタンプラリー、ホロライブのマスコット・「みこだにぇー」および「スバルドダック」の着ぐるみが登場するグリーティングも実施された。5月25日から6月2日にかけては西武渋谷店、6月8日から6月16日にかけてはイオンモール名取、6月22日から6月30日にかけてはイオンモール四條畷、7月6日から7月14日にかけてはイオンレイクタウン、7月20日から7月27日にかけてはイオンモール岡崎、7月31日から8月4日にかけてはイオンモール福岡が会場となったが、6月15日には、会場の一つにてぬいぐるみなどのグッズを置き、同会場の一般の利用者との共有スペースを占領した一部のファンに対し、ホロライブの所属タレント・夏色まつりが自身のXアカウントにて、「お店とかテーマパークコラボはホロライブを知らないお客さんも多くいるから、ぬいぐるみをひろげたりパネルに土下座したりしないようにね！まつりとの約束だよ」と注意喚起を行う事態が発生した。

## hololive 5th fes. Capture the Moment Supported By Bushiroad
「hololive 5th fes. Capture the Moment Supported By Bushiroad」（ホロライブ フィフス フェス キャプチャー ザ モーメント サポーテッド バイ ブシロード）は、2024年3月16日から3月17日にかけて幕張メッセの国際展示場1-3ホールにて開催された、ホロライブプロダクションの女性バーチャルYouTuberグループ・ホロライブの5回目の全体ライブ。「hololive stage1」（ホロライブ ステージ1）、「hololive stage2」（ホロライブ ステージ2）、「hololive stage3」（ホロライブ ステージ3）、「HoneyWorks stage」（ハニーワークス ステージ）の4公演からなり、公演数はホロライブの全体ライブとしては過去最大である。「hololive stage1」、「hololive stage2」、「hololive stage3」は、それぞれ2024年3月16日の13時、18時30分、同年3月17日の18時30分から行われ、本ライブ開催時点での3Dモデルを持つホロライブ・ホロライブインドネシア・ホロライブEnglishの所属タレント53名全員が3公演に分かれて出演した。対して「HoneyWorks stage」は、同年3月17日の13時から行われ、ホロライブとクリエイターユニットのHoneyWorksによる音楽プロジェクト「hololive × HoneyWorks」の楽曲が披露された。
本ライブでは新たな試みとして、ステージが観客席を取り囲むように3つ用意され、ローテーションするように公演にて使用するステージが変化した。また、公演中には、本ライブより前に開催されたホロライブの全体ライブ「hololive 3rd fes. Link Your Wish Supported By ヴァイスシュヴァルツ」および「hololive 4th fes. Our Bright Parade Supported By Bushiroad」と同様、拡張現実による演出およびバンドによる生演奏が行われた。生演奏は、ギターを奈良悠樹、キーボードおよびバンドマスターを西村奈央、ベースを櫻井陸来、ドラムセットを髭白健がそれぞれ担当した。

### 名称
本ライブの名称にある「Capture the Moment」は、英語で「瞬間をとらえる」、すなわち「瞬間を感じて記憶に残す」を意味し、ホロライブの1回目の全体ライブ「hololive 1st fes. ノンストップ・ストーリー」から続く、ホロライブの所属タレントの成長と歩みやファンの想いといった、一瞬一瞬の煌めく想いや感情を記憶に刻み、これからも続いていく未来へ歩みを進めていく想いが込められている。

### 出演タレント
「hololive stage1」、「hololive stage2」、「hololive stage3」では、出演タレント全員が「Capture the Moment」の歌唱時以外はアイドル衣装（ブライト衣装）、「Capture the Moment」の歌唱時は実際に物販にて販売されたTシャツを着て出演した。対して「HoneyWorks stage」における出演タレントの衣装は、通常衣装（ふだんの配信で使用している衣装）である。
「サプライズ出演」の下に記した出演タレントは、公式ウェブサイトの「fes. Cast Lineup」に記載されていない出演タレントである。
「hololive stage1」
アキ・ローゼンタール、夏色まつり、癒月ちょこ、戌神ころね、白銀ノエル、宝鐘マリン、天音かなた、獅白ぼたん、博衣こより、沙花叉クロヱ、アユンダ・リス、アイラニ・イオフィフティーン、パヴォリア・レイネ、小鳥遊キアラ、一伊那尓栖、がうる・ぐら、ハコス・ベールズ
「hololive stage2」
ときのそら、大空スバル、大神ミオ、兎田ぺこら、不知火フレア、角巻わため、姫森ルーナ、桃鈴ねね、尾丸ポルカ、鷹嶺ルイ、風真いろは、ベスティア・ゼータ、カエラ・コヴァルスキア、こぼ・かなえる、森カリオペ、IRyS、オーロ・クロニー
サプライズ出演
赤井はあと

「hololive stage3」
ロボ子さん、AZKi、さくらみこ、星街すいせい、白上フブキ、湊あくあ、紫咲シオン、百鬼あやめ、猫又おかゆ、常闇トワ、雪花ラミィ、ラプラス・ダークネス、ムーナ・ホシノヴァ、クレイジー・オリー、アーニャ・メルフィッサ、ワトソン・アメリア、セレス・ファウナ、七詩ムメイ
「HoneyWorks stage」
ときのそら、AZKi、さくらみこ、星街すいせい、白上フブキ、夏色まつり、紫咲シオン、百鬼あやめ、大空スバル、大神ミオ、猫又おかゆ、戌神ころね、兎田ぺこら、不知火フレア、白銀ノエル、宝鐘マリン、天音かなた、角巻わため、常闇トワ、姫森ルーナ、雪花ラミィ、桃鈴ねね、獅白ぼたん、尾丸ポルカ、ラプラス・ダークネス、鷹嶺ルイ、博衣こより、沙花叉クロヱ、風真いろは、ムーナ・ホシノヴァ、クレイジー・オリー、アーニャ・メルフィッサ、こぼ・かなえる、小鳥遊キアラ、がうる・ぐら、ハコス・ベールズ
サプライズ出演
ロボ子さん、アキ・ローゼンタール、湊あくあ、癒月ちょこ、アイラニ・イオフィフティーン、パヴォリア・レイネ、セレス・ファウナ

### セットリスト
「hololive stage1」、「hololive stage2」、「hololive stage3」では、ホロライブの全体ライブでは初となるメドレー形式のパフォーマンスが、1つの公演につき1回行われた。
楽曲の番号は、2024年3月28日にホロライブの公式YouTubeチャンネルにて行われた配信「ありがとう！おつかれさま！EXPO振り返り配信」にて公開されたセットリストに準ずる。
「hololive stage1」
5曲目は、「特者生存ワンダラダー!!」および「Ahoy!! 我ら宝鐘海賊団☆」を合わせたマッシュアップである。このマッシュアップの発案者および制作者は天音かなたで、彼女が本ライブの終了後に行った感想配信にて語ったところによると、スタッフに細かく指示する形で、互いの楽曲の配分が偏らずに一つの楽曲として成立するよう気を使って制作したという。また、11曲目の「CHIMERA」は、本公演にて公開された新曲である。
1. 「Our Bright Parade」（「hololive stage1」の出演タレント全員）
2. 「美少女無罪♡パイレーツ」（宝鐘マリン）
3. 「ばーちゃらぶ」（夏色まつり）
4. 「ぎゅーどんかーにばる!」（白銀ノエル）
5. 「特者生存ワンダラダー!!」、「Ahoy!! 我ら宝鐘海賊団☆」（宝鐘マリン、天音かなた）
  - MC1（宝鐘マリン、天音かなた）
6. 「ユーフォリア」（癒月ちょこ）
7. 「Sing Out」（アユンダ・リス）
8. 「Starduster」（アイラニ・イオフィフティーン）
9. 「にっこり^^調査隊のテーマ」（白銀ノエル、博衣こより、がうる・ぐら）
  - MC2（癒月ちょこ、白銀ノエル）
10. 「WAVE」（がうる・ぐら）
11. 「CHIMERA」（小鳥遊キアラ）
12. 「Be The One」（獅白ぼたん）
13. 「クレイジー・ビート」（アキ・ローゼンタール、癒月ちょこ）
14. 「Shiny Smily Story」（「hololive stage1」の出演タレント全員）
15. 「シャルイース」（アキ・ローゼンタール）
16. 「真赤な誓い」（戌神ころね）
17. 「Sip Some Tea」（パヴォリア・レイネ）
18. 「ジャックポットサッドガール」（一伊那尓栖、ハコス・ベールズ、アユンダ・リス、パヴォリア・レイネ）
  - MC3（小鳥遊キアラ、がうる・ぐら）
19. 「歌よ」（ハコス・ベールズ）
20. 「沙花叉クロヱメドレー」（沙花叉クロヱ）
  1. 「右左君君右下上目きゅるんめちょかわ!」
  2. 「人生リセットボタンぽちーw」
  3. 「擬態ごっこ」
21. 「SUNNY DAY SONG」（戌神ころね、獅白ぼたん）
  - MC4（博衣こより、ハコス・ベールズ）
22. 「Tear-Gazer」（博衣こより）
23. 「Meconopsis」（一伊那尓栖）
24. 「Knock it out!」（天音かなた）
25. 「テレキャスタービーボーイ」（夏色まつり、アイラニ・イオフィフティーン）
  - MC5（夏色まつり、アキ・ローゼンタール）
26. 「WILDCARD」（沙花叉クロヱ、小鳥遊キアラ）
  - MC6（戌神ころね、獅白ぼたん）
27. 「Capture the Moment」（「hololive stage1」の出演タレント全員）

「hololive stage2」
1. 「Prism Melody」（赤井はあとを除く「hololive stage2」の出演タレント全員）
2. 「ゆっくり走れば風は吹く」（ときのそら）
3. 「ハッピーエンドプリンセス」（こぼ・かなえる）
4. 「ねねちのギラギラファンミーティング」（桃鈴ねね）
5. 「未来形アイドル」（兎田ぺこら、桃鈴ねね）
  - MC1（兎田ぺこら、桃鈴ねね）
6. 「エンヴィーベイビー」（尾丸ポルカ）
7. 「ファンサ」（オーロ・クロニー）
8. 「SKYSONAR」（不知火フレア）
9. 「勇者」（IRyS、オーロ・クロニー）
  - MC2（ベスティア・ゼータ、カエラ・コヴァルスキア、こぼ・かなえる）
10. 「大空スバルメドレー」（大空スバル）
  1. 「ぷ・れ・あ・で・す!」
  2. 「スターライト」
  3. 「Stellar Symphony」
11. 「ばかばっか」（鷹嶺ルイ）
12. 「神っぽいな」（姫森ルーナ）
13. 「save our hearts」（ベスティア・ゼータ、カエラ・コヴァルスキア、こぼ・かなえる）
14. 「Shiny Smily Story」（赤井はあとを除く「hololive stage2」の出演タレント全員）
15. 「風を仰ぎし麗容な」（風真いろは）
16. 「Baby you」（ベスティア・ゼータ）
17. 「カタオモイ」（兎田ぺこら）
18. 「鬼KYOKAN」（姫森ルーナ、鷹嶺ルイ）
  - MC3（大空スバル、姫森ルーナ）
19. 「Sing My Pleasure」（IRyS）
20. 「アイドル」（赤井はあと）
21. 「光るなら」（カエラ・コヴァルスキア）
22. 「Q」（角巻わため、森カリオペ）
  - MC4（鷹嶺ルイ、森カリオペ、IRyS）
23. 「Overkill」（森カリオペ）
24. 「ナイトループ」（大神ミオ）
25. 「Fins」（角巻わため）
26. 「プレパレード」（大空スバル、大神ミオ、尾丸ポルカ）
  - MC5（大神ミオ、角巻わため、尾丸ポルカ）
27. 「セカイ」（ときのそら、不知火フレア、風真いろは）
  - MC6（ときのそら、不知火フレア、風真いろは）
28. 「Capture The Moment」（赤井はあとを除く「hololive stage2」の出演タレント全員）

「hololive stage3」
21曲目の「melting」は、本公演にて初めて披露された新曲である。また、27曲目の「The Last Frontier」は、星街すいせいが一部を変更した歌詞で歌われた。
1. 「キラメキライダー☆」（「hololive stage3」の出演タレント全員）
2. 「Lamy*Love♡Fest☆」（雪花ラミィ）
3. 「ω猫」（AZKi）
4. 「ソングオブザデッド」（クレイジー・オリー）
5. 「むげんだいすき」（さくらみこ、白上フブキ）
  - MC1（さくらみこ、白上フブキ）
6. 「シュガーソングとビターステップ」（ワトソン・アメリア）
7. 「mumei」（七詩ムメイ）
8. 「合縁事変」（ラプラス・ダークネス）
9. 「初恋サイダー」（百鬼あやめ、雪花ラミィ、アーニャ・メルフィッサ）
  - MC2（クレイジー・オリー、七詩ムメイ）
10. 「偽物人間40号」（アーニャ・メルフィッサ）
11. 「Who’s Toxic ? It’s You!」（ムーナ・ホシノヴァ）
12. 「S.T.Y.」（常闇トワ）
13. 「空色デイズ」（紫咲シオン、ワトソン・アメリア、七詩ムメイ）
14. 「Shiny Smily Story」（「hololive stage3」の出演タレント全員）
15. 「シンデレラ・マジック」（紫咲シオン）
16. 「ネコカブリーナ」（猫又おかゆ）
17. 「君の最推しにしてよ!」（湊あくあ）
18. 「ぼなぺてぃーと♡S」（ロボ子さん、湊あくあ、セレス・ファウナ）
  - MC3（ロボ子さん、猫又おかゆ）
19. 「僕が死のうと思ったのは」（ロボ子さん）
20. 「ODDTAXI」（セレス・ファウナ）
21. 「melting」（百鬼あやめ）
22. 「Gimme×Gimme」（猫又おかゆ、ムーナ・ホシノヴァ）
  - MC4（百鬼あやめ、ラプラス・ダークネス）
23. 「LETTER☆彡」（白上フブキ）
24. 「アワーツリー」（さくらみこ）
25. 「星街すいせいメドレー」（星街すいせい）
  1. 「灼熱にて純情(wii-wii-woo)」
  2. 「Newton」
  3. 「ソワレ」
26. 「RAD DOGS」（常闇トワ、ラプラス・ダークネス、クレイジー・オリー）
  - MC5（湊あくあ、常闇トワ）
27. 「The Last Frontier」（AZKi、星街すいせい）
  - MC6（AZKi、星街すいせい）
28. 「Capture the Moment」（「hololive stage3」の出演タレント全員）

「HoneyWorks stage」
本公演では、「hololive × HoneyWorks」のアルバム『ほろはにヶ丘高校 -Originals-』および『ほろはにヶ丘高校 -Covers-』に収録されている22曲の楽曲がすべて披露された。
1. 「ファンサ」（白上フブキ、夏色まつり、不知火フレア、白銀ノエル）
  - MC1（白上フブキ、戌神ころね）
2. 「かわいこちぇっく!」（戌神ころね）
3. 「シス×ラブ」（クレイジー・オリー、アーニャ・メルフィッサ）
4. 「アイドル十ヶ条」（猫又おかゆ、姫森ルーナ）
5. 「同担☆拒否」（桃鈴ねね）
  - MC2（姫森ルーナ、桃鈴ねね）
6. 「可愛くてごめん」（ロボ子さん、アキ・ローゼンタール、癒月ちょこ、猫又おかゆ、宝鐘マリン、桃鈴ねね、ラプラス・ダークネス、博衣こより、パヴォリア・レイネ、セレス・ファウナ）
7. 「うたげ☆独壇場!」（百鬼あやめ）
8. 「決戦スピリット」（ムーナ・ホシノヴァ）
9. 「TOKYO WABISABI Lullaby」（がうる・ぐら）
  - MC3（がうる・ぐら、ハコス・ベールズ）
10. 「東京サマーセッション」（大空スバル、天音かなた）
11. 「パクパク成敗」（ハコス・ベールズ）
12. 「1日ヒーロー」（こぼ・かなえる、小鳥遊キアラ）
13. 「motto☆いちごオレ」（さくらみこ）
  - MC4（さくらみこ、ラプラス・ダークネス）
14. 「リア充★撲滅運動」（紫咲シオン）
15. 「大嫌いなはずだった。」（獅白ぼたん、尾丸ポルカ）
16. 「センパイ。」（AZKi、大神ミオ、雪花ラミィ）
17. 「ブライダルドリーム」（兎田ぺこら、宝鐘マリン）
  - MC5（兎田ぺこら、宝鐘マリン）
18. 「アウトサイダー計画」（ラプラス・ダークネス、鷹嶺ルイ、博衣こより、沙花叉クロヱ、風真いろは）
19. 「イノコリ先生」（角巻わため、常闇トワ）
20. 「青春アーカイブ」（ときのそら、星街すいせい、白上フブキ、湊あくあ、天音かなた、ムーナ・ホシノヴァ、アイラニ・イオフィフティーン、小鳥遊キアラ、がうる・ぐら）
21. 「誇り高きアイドル」（ときのそら）
22. 「教室に青」（星街すいせい）

### 楽曲「Capture the Moment」
「Capture the Moment」（キャプチャー ザ モーメント）は、「hololive 5th fes. Capture the Moment Supported By Bushiroad」のために制作された、hololive IDOL PROJECTの楽曲。カバー株式会社の自社レーベル「cover corp.」から、2024年3月7日に配信された。ホロライブ初の公式曲「Shiny Smily Story」を制作した、金丸佳史と中野領太が作詞・作曲・編曲を手がけており、同曲の歌詞や要素が曲名や曲中に盛り込まれている。歌唱は、ときのそら、大神ミオ、兎田ぺこら、天音かなた、桃鈴ねね、風真いろは、こぼ・かなえる、IRySの8名が担当した。また、オリコンチャートによる2024年03月18日付の週間 デジタルシングルランキングにて32位、Billboard JAPANによる2024年03月13日公開のBillboard Japan Download Songsにて36位を記録した。
| 全作詞: 金丸佳史、中野領太、全作曲・編曲: 中野領太。 |                                      |                    |            |      |
| #                                                    | タイトル                             | 作詞               | 作曲・編曲 | 時間 |
| 1.                                                   | 「Capture the Moment」               | 金丸佳史、中野領太 | 中野領太   | 4:31 |
| 2.                                                   | 「Capture the Moment」(Instrumental) | 金丸佳史、中野領太 | 中野領太   | 4:31 |
| 合計時間:                                            | 合計時間:                            | 9:02               |            |      |

### Blu-ray Disc
『hololive 5th fes. Capture the Moment』（ホロライブ フィフス フェス キャプチャー ザ モーメント）は、2024年9月14日の22時から10月15日の18時にかけて、ホロライブプロダクションのECサイト「hololive production OFFICIAL SHOP」にて受注受付が行われた、「hololive 5th fes. Capture the Moment Supported By Bushiroad」の模様を収録したBlu-ray Disc。

### アフター上映
「『hololive 5th fes. Capture the Moment』アフター上映」（ホロライブ フィフス フェス キャプチャー ザ モーメント アフターじょうえい）は、2024年9月14日から9月16日の18時から日本の映画館50館にて開催された、「hololive 5th fes. Capture the Moment Supported By Bushiroad」の劇場上映会。9月14日には「hololive stage1」、9月15日には「hololive stage2」、9月16日には「hololive stage3」の模様が上映され、9月14日の上映前には白銀ノエルとハコス・ベールズ、9月15日の上映前にはときのそらとこぼ・かなえる、9月16日の上映前にはロボ子さんとAZKiによる限定コメント映像が流れた。

## 関連番組
#3および#6はホロスターズ、#5はホロライブEnglish、それ以外の回はホロライブの公式YouTubeチャンネルにてそれぞれ公開された。
| #  | タイトル                                                          | 出演タレント                                                            | 公開日          |
| -- | ----------------------------------------------------------------- | ----------------------------------------------------------------------- | --------------- |
| 1  | 「みんなで考える最強のホロライブブース」がついに決定！            | さくらみこ 白上フブキ 尾丸ポルカ IRyS                                   | 2023年 11月21日 |
| 2  | 「キャプチャークイズ」で重大情報をつかみ取れ！                    | 夜空メル アキ・ローゼンタール 桃鈴ねね 鷹嶺ルイ                         | 12月5日         |
| 3  | hololive Islandの秘密を解き明かせ！ホロスタ探検隊                 | 奏手イヅル アルランディス 律可 影山シエン 荒咬オウガ アクセル・シリオス | 12月13日        |
| 4  | 最新情報やグッズを楽しく紹介するショッピング番組！？              | ロボ子さん 白銀ノエル 天音かなた 風真いろは                             | 2024年 1月18日  |
| 5  | The Master Complete Guide to EXPO ＆ 5th fes. by hololive English | 一伊那尓栖 ハコス・ベールズ フワワ・アビスガード モココ・アビスガード   | 1月25日         |
| 6  | さらなる秘密を追い求めて…ホロスタ探検隊2                          | 花咲みやび 夕刻ロベル 羽継烏有 緋崎ガンマ                               | 2月14日         |
| 7  | 喰らいたくば選べ！EXPOフード最速食レポ！                          | 大神ミオ 戌神ころね 鷹嶺ルイ                                            | 2月21日         |
| 8  | 大放出！fesEXPO24のグッズ全種解禁！？                             | 癒月ちょこ 沙花叉クロヱ IRyS ハコス・ベールズ                           | 3月5日          |
| 9  | 盛り上がる準備はできた？EXPO＆fes. 直前配信！                     | 角巻わため 風真いろは                                                   | 3月13日         |
| 10 | ありがとう！おつかれさま！EXPO振り返り配信                        | 白上フブキ 尾丸ポルカ 博衣こより IRyS                                   | 3月28日         |
| 11 | そろそろあの時期がやってきたんじゃないか…？                       | 不知火フレア 獅白ぼたん 風真いろは IRyS                                 | 9月14日         |